# 奈良カントリークラブ
奈良カントリークラブ（ならカントリークラブ）は、奈良県五條市にあるゴルフ場である。

## 概要
「奈良カントリークラブ」は、奈良県の南西部、五條市の中央を分断する吉野川のすぐ北側にあり、周囲には古代から近世に至るまでの史跡が点在し、金剛山と吉野連山に囲まれた、吉野山地への入口であることなど、多く文化的景観を持ち合わせたロケーションに恵まれた所にある。
1960年（昭和35年）代後期、新たなゴルフ場の建設に向けて、建設用地の五條市今井町地区に、コース設計家の上田治に依頼し、18ホール規模のゴルフ場の造成工事が着工され、 1969年（昭和44年）8月12日、「奈良カントリークラブ」18ホールの造成工事が完了し、開場された。
コースは、松、杉、桧などの豊富な立木におおわれた林間コースで、距離もバックティは無論のことレギュラーティーでも十分ある為、スコアメイクのカギは距離の克服にある。また、谷越えやドッグレッグなどレイアウトに毎ホール変化があり戦略性が高いコースである。
幅広いフェアウェイ、大きな１グリーンで思い切ったショットにチャレンジできるが、バンカーのほとんどがアリソンバンカーである。コースレート74.9は、奈良県下のゴルフ場では第1位の難しいコースである。

## 所在地
〒637-0004 奈良県五條市今井町1141番地

## コース情報
- 開場日 - 1969年8月12日
- 設計者 - 上田 治
- コースタイプ - 林間コース
- コース - 18ホールズ、パー72、6,826ヤード、コースレート74.9
- フェアウェー - コウライ
- ラフ - ノシバ
- グリーン - 1グリーン、ベント（ペンクロス）
- ラウンドスタイル - キャディ・セルフ選択可、乗用カート使用、1組4人が原則、状況によりツーサム可、乗用カート(5人乗り)
- 練習場 - 10打席20ヤード
- 休場日 - 無休[2]

## ギャラリー
- コース - 「奈良カントリークラブ」、コース紹介、2021年10月7日閲覧
- ハウス - 「奈良カントリークラブ」、レストラン、2021年10月7日閲覧

## 交通アクセス
- 鉄道 - 和歌山線（JR西日本） - 五条駅より タクシー利用約分[3]
- 道路 - 京奈和自動車道 - 五條ICより 2Km 約3分[3]

## 関連文献
- 『ゴルフ場ガイド 西版』、2006-2007、「奈良カントリークラブ」、東京 ゴルフダイジェスト社、2006年5月、2021年10月7日閲覧